# Vaccinium conchophyllum
Vaccinium conchophyllum är en ljungväxtart som beskrevs av Alfred Rehder. Vaccinium conchophyllum ingår i Blåbärssläktet, och familjen ljungväxter. Inga underarter finns listade i Catalogue of Life.